# Nicholas Bett
Nicholas Kiplagat Bett (* 27. Januar 1990 in Kisii; † 8. August 2018 im Nandi County) war ein kenianischer Leichtathlet, der sich auf den Hürdenlauf spezialisiert hatte. 2015 wurde er Weltmeister im 400-Meter-Hürdenlauf. Sein Zwillingsbruder Aron Koech ist ebenfalls ein erfolgreicher Hürdenläufer.

## Leben und Karriere
In seiner Jugend begann Bett zunächst mit dem 110-Meter-Hürdenlauf als seiner Hauptdisziplin, wechselte jedoch nach ausbleibenden Erfolgen ab 2009 auf die längere Hürdenlaufdistanz. 
In den folgenden Jahren steigerte er sich kontinuierlich und blieb in der Saison 2013 im 400-Meter-Hürdenlauf erstmals unter 50 Sekunden. 2014 nahm er an den Commonwealth Games in Glasgow teil. Zwar schied er bereits nach der Vorrunde aus, erweckte jedoch das Interesse des südafrikanischen Trainers Hennie Kotze, der ihn fortan unterstützte. Bei den Afrikameisterschaften in Marrakesch war er erfolgreicher. Über 400 Meter Hürden gewann er die Bronzemedaille, ebenso wie in der 4-mal-400-Meter-Staffel zusammen mit Mark Kiprotich Muttai, Solomon Odongo Buoga und Boniface Mucheru Tumuti.
2015 stieß Bett in die Weltspitze vor. Bei den kenianischen Ausscheidungswettkämpfen für die Weltmeisterschaften in Peking steigerte er seine Bestleistung auf 48,29 Sekunden. In Peking gewann er dann mit neuem Landesrekord von 47,79 s im Finale die Goldmedaille vor dem Russen Denis Kudrjawzew. Mit seiner Siegerzeit setzte er sich zudem an die Spitze der Weltjahresbestenliste und unterbot den kenianischen Rekord von Erick Keter um 44 Hundertstelsekunden. 2016 produzierte Bett zunächst eher enttäuschende Resultate. In der ersten Jahreshälfte blieb sein fünfter Platz bei der DN Galan in Stockholm seine beste Platzierung bei einem internationalen Rennen. Bei den Olympischen Spielen in Rio de Janeiro schied er im Vorlauf aus, nachdem er wegen eines Hürdenfehlers disqualifiziert worden war. Erst zum Ende der Saison fand er zu alter Leistungsstärke zurück. Bei der Athletissima in Lausanne belegte er den zweiten Platz und beim Meeting de Paris feierte er seinen ersten Sieg in einem Diamond-League-Rennen. 
2017 musste er die Saison nach zwei Starts bei der Diamond League vorzeitig beenden. 2018 nahm er erneut an den Commonwealth Games im australischen Gold Coast teil und belegte dort in 51,00 s den achten Platz. Mit der kenianischen Stafette wurde er im Finale disqualifiziert, nachdem die Staffel zunächst als Drittplatzierte eingelaufen war. Nicholas Bett starb im August 2018 im Alter von 28 Jahren bei einem Verkehrsunfall.

## Persönliche Bestzeiten
- 400 Meter: 46,76 s, 27. Januar 2018 in Pretoria
- 400 m Hürden: 47,79 s, 25. August 2015 in Peking